# سینما سعدی
سینما سعدی (نام پیشین: سینما ماژستیک) از سینماهای قدیمی تهران است. این سینما در سال ۱۳۳۸ در زمینی به مساحت ۵۷۰ متر مربع ساخته شد و دارای سالن و بالکنی با گنجایش ۵۳۰ نفر است. این سینما درجه‌یک بود و در دههٔ ۱۳۶۰ بازسازی شد.
این سینما که در خیابان جمهوری، بین خیابان ۱۲ فروردین و خیابان اردیبهشت واقع شده‌است، در حال حاضر تعطیل شده‌است.
سینما سعدی در دهه شصت یکی از سینماهای گروه کودک و نوجوان بود و بسیاری از بچه‌های ساکن در مرکز شهر تهران فیلم‌های خاطره انگیز دوران کودکی خود را در این سینما دیده‌اند . فیلم‌هایی مانند گلنار، سفر جادویی، پاتال و آرزوهای کوچک، مریم و میتیل، گربه آوازه خوان و .... سینما سعدی در هنگام نمایش این فیلم‌ها روزهای بسیار شلوغی را تجربه کرد اما در دهه هشتاد از رونق افتاد و در دهه نود متأسفانه تعطیل شد